# Bernd Baumgart
Bernd Baumgart, född den 3 juli 1955 i Lutherstadt Wittenberg i Tyskland, är en östtysk roddare.
Han tog OS-guld i åtta utan styrman i samband med de olympiska roddtävlingarna 1976 i Montréal.